# ليم جي يون
ليم جي يون (هانغل: 임지연) ممثلة كورية جنوبية. مواليد 23 يونيو 1990 في سول. بعد مشاركتها بعدد من الافلام القصيرة بدأت مسيرتها في عالم السينما في عام 2014 بدور البطولة في فيلم الاثارة «مهووس».

## فيلموغرافيا

### افلام
- الخائن (2015)

### مسلسلات تلفزيونية
| عام  | عنوان                            | الدور        | قناة البث   | ملاحظة                   | مراجع  |
| ---- | -------------------------------- | ------------ | ----------- | ------------------------ | ------ |
| 2015 | المجتمع الراقي                   | لي جي يي     | اس بي اس    |                          | [ 4 ]  |
| 2016 | المقامر الملكي                   | دام سيو      | اس بي اس    |                          | [ 5 ]  |
| 2016 | الأطباء                          | لي سو جونغ   | اس بي اس    | دور الكاميو (الحلقة 7–8) | [ 6 ]  |
| 2016 | نسيم النفخ                       | كيم مي بونغ  | إم بي سي    |                          | [ 7 ]  |
| 2019 | مرحبا حياتي الثانية              | رع سي أون    | إم بي سي    |                          | [ 8 ]  |
| 2023 | أكاذيب مخبأة في حديقتي           | سانغ يون     | اي ان ا     |                          | [ 9 ]  |
| 2023 | التصويت الوطني على عقوبة الإعدام | سوغو هيون    | اس بي اس    |                          | [ 10 ] |
| 2024 | قصة السيدة أوك                   | أوك تاي يونغ | جي تي بي سي |                          | [ 11 ] |

### سلسلة ويب
| عام  | عنوان                                             | الدور        | الشبكة  | المراجع |
| ---- | ------------------------------------------------- | ------------ | ------- | ------- |
| 2021 | الساحر                                            | سو جونغ هي   |         | [ 12 ]  |
| 2022 | قصر روز                                           | جي-نا        | تي فينج | [ 13 ]  |
| 2022 | سرقة الأموال: كوريا - المنطقة الاقتصادية المشتركة | سيول         | نتفليكس | [ 14 ]  |
| 2022 | مجد الانتقام                                      | بارك يون جين | نتفليكس | [ 15 ]  |

## روابط خارجية
- ليم جي يون على موقع IMDb (الإنجليزية)
- ليم جي يون على موقع ألو سيني (الفرنسية)
- ليم جي يون على موقع قاعدة بيانات الفيلم (الإنجليزية)
- ليم جي يون على موقع كينوبويسك (الروسية)